# Martin Ferrero
Martin Ferrero (født 29. september 1947 i New York i USA) er en amerikansk skuespiller. Han er sikkert bedst kendt for sin rolle som advokaten Donald Gennaro i Jurassic Park fra (1993).

## Filmografi

### Film
| År   | Titel                          | Rolle                | Noter      |
| ---- | ------------------------------ | -------------------- | ---------- |
| 1981 | The Incredible Shrinking Woman | Vagt                 |            |
| 1981 | Knightriders                   | Bontempi             |            |
| 1982 | I Ought to Be in Pictures      | Monte Del Rey        |            |
| 1986 | Gung Ho                        | Crandall             |            |
| 1986 | Band of the Hand               | Hardware Clerk       | Uncredited |
| 1986 | Modern Girls                   | Music Video Director |            |
| 1987 | Planes, Trains and Automobiles | Second Motel Clerk   |            |
| 1988 | High Spirits                   | Malcolm              |            |
| 1991 | Oscar                          | Luigi Finucci        |            |
| 1992 | Stop! Or My Mom Will Shoot     | Paulie               |            |
| 1993 | Reckless Kelly                 | Ernie the Fan        |            |
| 1993 | Jurassic Park                  | Donald Gennaro       |            |
| 1995 | Get Shorty                     | Tommy Carlo          |            |
| 1995 | Heat                           | Construction Clerk   |            |
| 1998 | Gods and Monsters              | George Cukor         |            |
| 1998 | The Naked Man                  | Sammy                |            |
| 2001 | Air Bud: World Pup             | Snerbert             | Voice      |
| 2001 | The Tailor of Panama           | Teddy, the Reporter  |            |

### Tv
| År        | Titel                  | Rolle                            | Noter                                                      |
| --------- | ---------------------- | -------------------------------- | ---------------------------------------------------------- |
| 1979      | The Ropers             | Salesman                         | Episode: "Puppy Love"                                      |
| 1979      | Soap                   | Waiter                           | Episode: "Episode #3.6"                                    |
| 1981      | M*A*S*H                | Wounded man in jeep              | Episode: "That's Show Biz"                                 |
| 1982      | Mork & Mindy           | The Salesman                     | Episode "I Don't Remember Mama" (#4.15)                    |
| 1983      | Diff'rent Strokes      | Coach                            | Episode "The Goat"                                         |
| 1984      | Alice                  | Bart                             | Episode "Romancing Mr. Stone"                              |
| 1985      | Hill Street Blues      | Alan "Rambo" Branford            | Episode: "Somewhere Over The Rambo"                        |
| 1985      | Cheers                 | Waiter                           | Episode: "Rescue Me"                                       |
| 1986      | Moonlighting           | Peter Macy                       | Episode: "Yours, Very Deadly"                              |
| 1984–1989 | Miami Vice             | Izzy Moreno/Trini DeSoto         | 18 episodes/1 episode                                      |
| 1988      | L.A. Law               | Julius Goldfarb / The Salamander | Episode: "Leapin' Lizards"                                 |
| 1990      | Shannon's Deal         | Lou Gondolf                      |                                                            |
| 1996      | Nash Bridges           | Vincenzo 'Vince' Diamond         | Episode: "Javelin Catcher"                                 |
| 1997      | The Practice           | Sam Feldberg                     | Episode: "Save the Mule"                                   |
| 1998      | The X-Files            | Shooter                          | Episode: "The End"                                         |
| 2000      | Ali: An American Hero  | Angelo Dundee                    | (TV movie)                                                 |
| 2011      | CollegeHumor Originals | Donald Gennaro                   | Episode: "Jurassic Park Character's Awful Realization"     |
| 2017      | Jimmy Kimmel Live!     | Sig selv Donald Gennaro          | Episode: David Muir, Pedro Pascal, Music from Mariah Carey |